# Петухов, Юрий Константинович
Петухов Юрий Константинович (24 июля 1924 год, дер. Макары, Вятская губерния — 2010 год, Красногорск, Московская область) — советский писатель, драматург. Участник Великой Отечественной войны.

## Биография
Юрий Константинович Петухов родился 24 июля 1924 года в с. Макары Вятской губернии (ныне Санчурский район Кировской области). Жил в Чусовом, на станции Поназырево Горьковской области, в Мурманске. 
Родители — крестьяне, после начала коллективизации перебрались в Киров. Во время войны, в августе 1942 года, восемнадцатилетний Юрий Петухов добровольцем ушёл на фронт, воевал миномётчиком. Получил тяжёлое ранение под Сталинградом: «В памяти осталось — снежные степи, усыпанные трупами, и когда меня везли по разрушенному городу в госпиталь, то грузовик кидало из стороны в сторону. Улица была вымощена вмёрзшими в лёд телами солдат, русских и немецких» («На пороге XXI века», т. 2, М., 1998). 
После войны Юрий Константинович экстерном сдал экзамены за 10-й класс. Работал актёром и помощником режиссёра в Котельничском передвижном, Березниковском городском театрах. Был директором заводского клуба, возглавлял Кировский областной Дом народного творчества. В 1962 году окончил Высшие литературные курсы. 

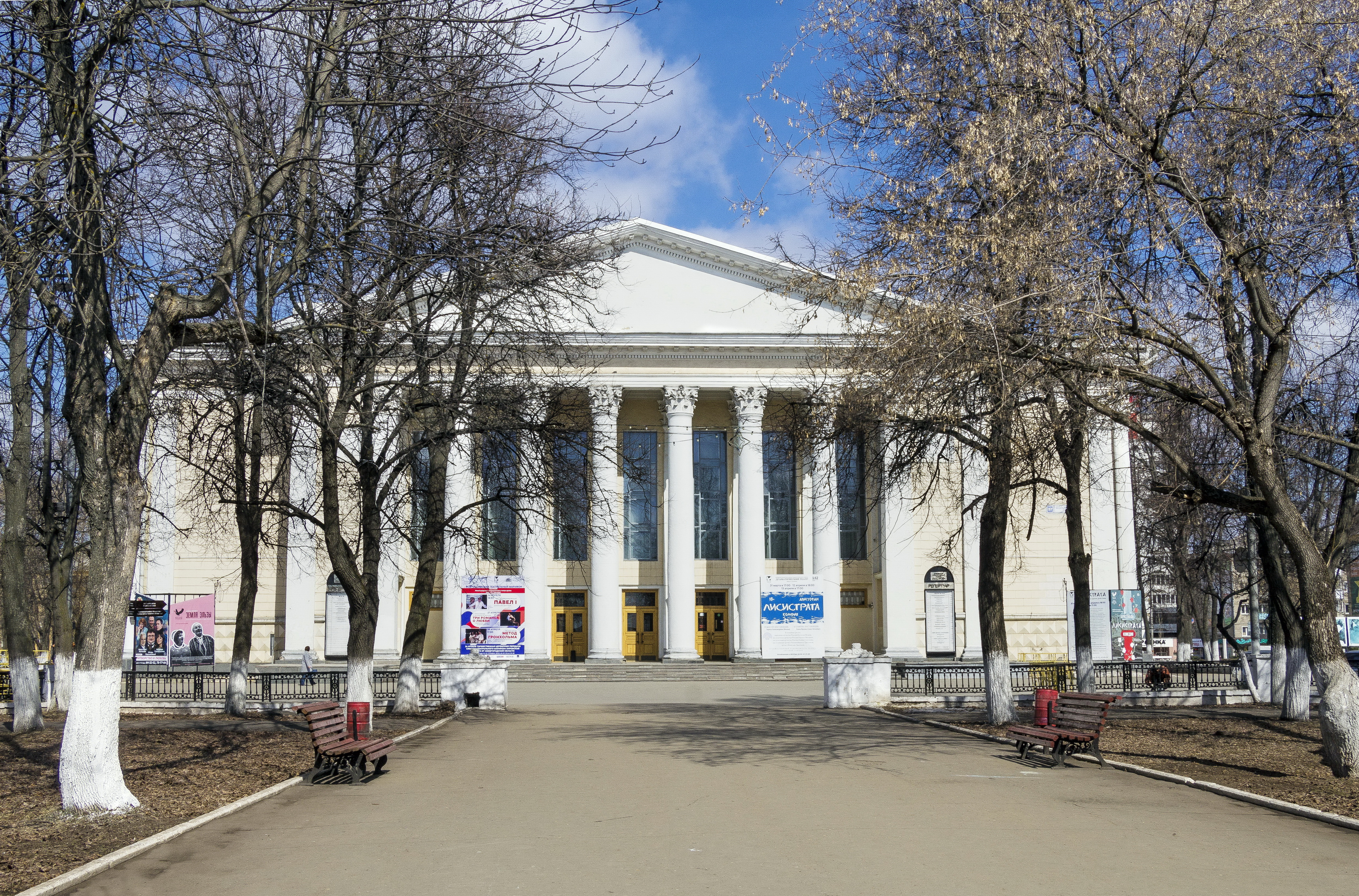
Кировский областной драматический театр, где в 1955 году была поставлена первая пьеса Юрия Петухова «На родных берегах».

Писал стихи, которые публиковались в газетах. Первую пьесу «На родных берегах» в 1955 году поставил Кировский драматический театр. Через год пьеса была опубликована в альманахе «Кировская новь». Спустя три года Юрий Петухов выпустил в Кирове книгу рассказов «Любимая». Успех принесла лирическая комедия «Двадцать свадеб в один год» — она была поставлена в 57-ми театрах СССР (Москвы, Ленинграда, Горького, Рязани, Йошкар-Олы, Кирова и др.). Пьеса была напечатана в альманахе «Современная драматургия», переведена на аварский, марийский, татарский, чувашский, словацкий языки. 
В 1960 году драматург был принят в Союз писателей СССР. 
В 1966 году в Кирове вышел роман «Влюблённые», затем вторым изданием в Горьком. В 1975 году в издательстве «Советский писатель» вышла книга пьес «Синие дожди». В 1977 году — роман «Костёр на песчаной косе».
Переехал в подмосковье, жил и работал в Красногорске. 
Скончался в 2010 году.

## Творчество
Рассказ Юрия Петухова «Заблудший» был напечатан в альманахе «Наш современник» и в сборнике, изданном «Советским писателем» как сборник лучших рассказов 1960 года. Позднее по сценарию, написанному по предложению «Мосфильма» Юрием Константиновичем, был снят художественный фильм «Заблудший» («Гнёзда») с Николаем Крючковым и Лидией Смирновой в главных ролях. Инициатором постановки фильма стал Николай Крючков. Он прочёл рассказ кировского писателя Ю. Петухова «Заблудший». Находясь под впечатлением от сюжета рассказа, Крючков добился его экранизации. Фильм был поставлен на телевидении под названием «Гнёзда» в 1966 году. Через год фильм вышел на широкий экран под названием «Заблудший».

## Критика
Роман «Меж высоких хлебов…» привлёк внимание критики. В статье Феликса Кузнецова «Во глубине России» («Литературное обозрение», 1973, № 12) отмечается, что роман «написан человеком, в совершенстве знающим быт, условия жизни своих героев, их образ мышления и их колоритную, наполненную диалектизмами речь». Критик относит книгу Ю. Петухова к тем произведениям, которые «трогают своей суровой и трезвой правдой о жизни деревни тех лет, правдой народных характеров, как они проявили себя в грозный час испытания». И хотя роман не лишён недостатков, «автор пока что не очень умело строит сюжет крупнопланового произведения, нередко мельчит, дробит его», они не заслоняют «ни самобытных характеров, ни той правды, с которой рассказано в романе о тягостном военном времени».

## Награды
- Орден Отечественной войны II степени (1985).[7]